# Nazionale maschile under 19 di calcio dell'Ucraina

## Allenatori
- 1999–2002 Anatoliy Kroshchenko
- 2001–2002 Oleksandr Ryabokon
- 2002-2002 Pavlo Yakovenko
- 2003–2006 Jurij Kalytvyncev
- 2009-2009 Jurij Kalytvyncev
- 2010–2012 Oleh Kuznjecov
- 2012–2013 Yuriy Moroz
- 2012–2016 Oleksandr Holovko
- 2015–2016 Oleh Kuznetsov
- 2016–2017 Volodymyr Tsytkin
- 2017-2017 Volodymyr Yezerskiy
- 2017–2018 Oleksandr Petrakov
- 2019–presente Serhiy Nahornyak

## Piazzamenti agli Europei Under-19
| Anno   | Piazzamento     | G               | V               | N*              | P               | GF              | GS              |
| ------ | --------------- | --------------- | --------------- | --------------- | --------------- | --------------- | --------------- |
| 2002   | Non qualificata | Non qualificata | Non qualificata | Non qualificata | Non qualificata | Non qualificata | Non qualificata |
| 2003   | Non qualificata | Non qualificata | Non qualificata | Non qualificata | Non qualificata | Non qualificata | Non qualificata |
| 2004   | Semifinali      | 4               | 1               | 3               | 0               | 3               | 2               |
| 2005   | Non qualificata | Non qualificata | Non qualificata | Non qualificata | Non qualificata | Non qualificata | Non qualificata |
| 2006   | Non qualificata | Non qualificata | Non qualificata | Non qualificata | Non qualificata | Non qualificata | Non qualificata |
| 2007   | Non qualificata | Non qualificata | Non qualificata | Non qualificata | Non qualificata | Non qualificata | Non qualificata |
| 2008   | Non qualificata | Non qualificata | Non qualificata | Non qualificata | Non qualificata | Non qualificata | Non qualificata |
| 2009   | Campione        | 5               | 3               | 2               | 0               | 8               | 3               |
| 2010   | Non qualificata | Non qualificata | Non qualificata | Non qualificata | Non qualificata | Non qualificata | Non qualificata |
| 2011   | Non qualificata | Non qualificata | Non qualificata | Non qualificata | Non qualificata | Non qualificata | Non qualificata |
| 2012   | Non qualificata | Non qualificata | Non qualificata | Non qualificata | Non qualificata | Non qualificata | Non qualificata |
| 2013   | Non qualificata | Non qualificata | Non qualificata | Non qualificata | Non qualificata | Non qualificata | Non qualificata |
| 2014   | Fase a gironi   | 3               | 1               | 1               | 1               | 2               | 3               |
| 2015   | Fase a gironi   | 3               | 0               | 1               | 2               | 3               | 7               |
| 2016   | Non qualificata | Non qualificata | Non qualificata | Non qualificata | Non qualificata | Non qualificata | Non qualificata |
| 2017   | Non qualificata | Non qualificata | Non qualificata | Non qualificata | Non qualificata | Non qualificata | Non qualificata |
| 2018   | Semifinali      | 4               | 2               | 1               | 1               | 4               | 7               |
| 2019   | Non qualificata | Non qualificata | Non qualificata | Non qualificata | Non qualificata | Non qualificata | Non qualificata |
| 2022   | Non qualificata | Non qualificata | Non qualificata | Non qualificata | Non qualificata | Non qualificata | Non qualificata |
| 2023   | Non qualificata | Non qualificata | Non qualificata | Non qualificata | Non qualificata | Non qualificata | Non qualificata |
| 2024   | Semifinali      | 4               | 1               | 2               | 1               | 3               | 3               |
| Totale | 6/21            | 23              | 8               | 10              | 5               | 23              | 25              |